# Philoscia tenuissima
Philoscia tenuissima är en kräftdjursart som beskrevs av Walter E. Collinge1915. Philoscia tenuissima ingår i släktet Philoscia och familjen Philosciidae. Inga underarter finns listade i Catalogue of Life.